# 沙博爾塔西夫卡
51°46′45″N 32°50′18″E / 51.77917°N 32.83833°E
沙博爾塔西夫卡（烏克蘭語：Шаболтасівка）是位於烏克蘭北部切爾尼希夫州裏科留基夫卡區的村莊，始建於1674年，面積2.56平方公里，海拔高度180米，2024年人口588，人口密度每平方公里381.6人。